# Emilio Villarroya Casas
Emilio Villarroya Casas (nacido en 1884) fue un abogado y político español.

## Reseña biográfica
Vecino de Zaragoza.
Abogado y propietario agrícola.
Representante de la Junta Provincial de Zaragoza de Reforma Agraria.
Diputado Provincial de Zaragoza en representación del distrito Pilar-La Almunia.
Del 06 de agosto de 1921 al 01 de agosto de 1923 fue Presidente de la Diputación Provincial de Zaragoza.
| Predecesor: Manuel Lorente Atienza | Presidente de la Diputación Provincial de Zaragoza 06 de agosto de 1921 - 01 de agosto de 1923 | Sucesor: Mariano Pin Novella |